# Par les villages
Par les villages (Über die Dörfer, dans la version originale en allemand) est une pièce de théâtre du dramaturge et écrivain autrichien Peter Handke, créée en 1981.

## Présentation

### Argument
Le prologue de la pièce s'ouvre avec Nova, qui guide Gregor, le fils aîné devenu écrivain, dans son retour au village. La maison familiale est l'objet d'un conflit avec sa fratrie. Son frère Hans, ouvrier, lui demande d'y renoncer pour que leur sœur Sophie, vendeuse, puisse y rester et ouvrir son propre commerce.
Ce sont les derniers jours sur un important chantier de construction dans un village de montagne. Hans et ses collègues de travail, Anton, Ignaz et Albin, et l'intendante du chantier racontent leur histoire : ils font surgir, par leurs paroles, cet autre monde auquel n'est pas prêté attention.
Sophie retrouve Gregor et lui fait part de ses aspirations et de ses rêves. Son frère aîné, qu'elle a autrefois chéri, ne la comprend plus et essaie de la faire renoncer à ce projet qu'il n'envisage que sous un jour funeste.
La vieille femme se désole de la disparition de ce vieux monde et de tous ses repères.
Nova, dans un long monologue, fait l'éloge de la vie réelle, à laquelle on ne prête aucune attention et qui se révèle dans toute sa puissance. Les mots reprennent leur force et débouchent sur un large champ poétique.

### Personnages
- Nova
- Gregor
- L'intendante du chantier
- Hans, le frère de Gregor
- Les collègues de travail de Hans
  - Anton
  - Ignaz
  - Albin
- Sophie, la sœur de Gregor
- La vieille femme
- L'enfant

## Réception
Pour Georges-Arthur Goldschmidt, traducteur de la pièce en français, 

« c'est un théâtre du langage le plus simple et le plus ample qui soit. Dix personnages, des gens ordinaires pour peu qu'on les entende, sont porteurs de mondes inépuisables et toujours inattendus. La parole ici fait voir l'intime des choses, des faits et des gestes. Il y est parlé de ce qu'on néglige, de cet essentiel que l'on élude et qui fonde tout ce qui a lieu ; les mots deviennent des images et le théâtre se fait récit. Le quotidien devient monumental, l'insignifiant se fait grand. Une épopée du quotidien où chacun des personnages parle par et pour les autres. Nova réinvente le monde tel qu'il est et chacun est toujours autre : c'est peut-être ce que veut montrer ce "poème dramatique". »

## Mises en scène
Le cinéaste Wim Wenders a eu l'occasion, en 1982, dans le cadre du festival de Salzbourg, de réaliser l'unique mise en scène théâtrale de sa carrière, celle d'Über die Dörfer, avec Rüdiger Vogler dans l'un des rôles principaux.
Plusieurs mises en scène de cette pièce, dans sa traduction française due à Georges-Arthur Goldschmidt, ont été créées depuis 1983 :
- Par Claude Régy, en 1983[4]-1984, au Théâtre national de Chaillot[5], puis au TNPO Villeurbanne. Avec : Claude Degliame (Nova), Andrzej Seweryn (Gregor), Suzel Goffre (L'intendante), Miloud Khétib (Hans), Yavuzer Cetinkaya (Anton), Axel Bogousslavsky (Ignaz), Wojciech Pszoniak (Albin), Christine Boisson (Sophie), Muni (La vieille femme)[6].
- Par Jean-Claude Fall, en 1988, au théâtre de la Bastille[7].
- Par Olivier Werner, en 2008, à La Fabrique (division de la Comédie de Valence)[8].
- Par Stanislas Nordey, en 2013, au festival d'Avignon. Artiste associé de l'édition 2013 du festival, Nordey signe la mise en scène[9] pour une création dans la cour d'honneur du palais des papes d'Avignon, du 6 au 13 juillet 2013, dans une coproduction entre le festival d'Avignon et la MC2 de Grenoble, avec la participation de plusieurs scènes nationales et centres dramatiques.
Avec : Jeanne Balibar et Claire Ingrid Cottanceau, en alternance (Nova), Emmanuelle Béart (Sophie), Raoul Fernandez (Albin), Moanda Daddy Kamono (Ignaz), Olivier Mellano ; Annie Mercier (L'intendante), Stanislas Nordey (Hans), Véronique Nordey (La vieille femme), Richard Sammut (Anton), Laurent Sauvage (Gregor), Zaccharie Dor et Cosmo Giros, en alternance.
- Par Sébastien Kheroufi, en 2024, au Théâtre des Quartiers d'Ivry et au Centre Pompidou[10]. En relation avec Peter Handke et avec son accord, Sébastien Kheroufi transpose le village de l'auteur autrichien dans une cité de banlieue française des années 1990[11],[12].
Avec : Amine Adjina, Anne Alvaro (la vieille femme), Casey (Nova), Hayet Darwich, Ulysse Dutilloy-Liégeois, Benjamin Grangier, Gwenaëlle Martin, Lyes Salem (Gregor) et, en alternance, Dounia Boukersi et Bilaly Dicko, Sofia Medjoubi et Henriette Samaké.
Reprise en 2024-2025 au Centre Pompidou et au TQI[13]. Avec Reda Kateb dans le rôle de Gregor.

Une adaptation a été montée, en 1984, dans le cadre du Théâtre populaire romand (metteur en scène et traducteur non identifiés).

### Édition en français
- Par les villages  (trad. Georges-Arthur Goldschmidt), Paris, Gallimard NRF, coll. « Le Manteau d'Arlequin », 1983, 100 p.